# Температура повітря
Температура повітря — один із термодинамічних параметрів стану атмосфери. Вимірюється термометром.

## Загальна характеристика
Температура повітря в кожній точці безупинно змінюється; у різних місцях Землі в той самий час вона також різна. У земної поверхні температура повітря варіює в досить широких межах: крайні її значення, що спостерігалися дотепер, +58,4˚С З (13 вересня 1922 року в Саудівській Аравії) і -91,2˚С. З (21 липня 1983 року на радянській антарктичній станції «Восток», розташованої в Східній Антарктиді). З висотою температура повітря змінюється в різних шарах і випадках по-різному. У середньому вона спочатку знижується до висоти 10-15 км (приблизно до -65 градусів в полярних широтах і -45 градусів — в тропічних), а потім зростає до висоти 50-60 км до 0-2˚С, потім знову падає і т. д.

## Відносна шкала
Температура повітря, ґрунту і води у більшості країн виражається в градусах міжнародної температурної шкали, або шкали Цельсія (С), загальноприйнятої у фізичних вимірах. Нуль цієї шкали припадає на температуру, при якій тане лід, а +100˚С — на температуру кипіння води. Однак у США і ряді інших країн досі не тільки в побуті, але і в метеорології використовується шкала Фаренгейта (F). У цій шкалою інтервал між точками танення льоду і кипіння води розділений на 180˚, причому точки танення льоду приписано значення +32˚ F. Таким чином, величина одного градуса Фаренгейта дорівнює 5/9 ˚С, а нуль шкали Фаренгейта припадає на -17,8 ˚С. Нуль шкали Цельсія відповідає +32˚ F, а +100˚С = +212 ˚F.

## Абсолютна шкала
Крім того, в теоретичній метеорології застосовується абсолютна шкала температури (шкала Кельвіна), K. Нуль цієї шкали відповідає повному припиненню теплового руху молекул, тобто найнижчій можливій температурі. По шкалі Цельсія це -273,15 ˚С, але на практиці це значення округляють до -273 ˚С. Величина одиниці абсолютної шкали дорівнює величині градуси шкали Цельсія. Тому нуль шкали Цельсія відповідає 273-го поділу абсолютної шкали (273 К). За абсолютною шкалою всі позитивні температури, тобто вище абсолютного нуля. За цією ж шкалою температура кипіння води при звичайному атмосферному тиску дорівнює 373 K.

## Види
- Активна температура — температура повітря, більше ніж біологічний мінімум протягом всього періоду вегетації.
- Максимальна температура — найвища температура повітря, ґрунту чи води протягом певного проміжку часу.
- Мінімальна температура — найменша температура повітря, ґрунту чи води протягом певного проміжку часу.

## Рекорди температур
Найбільш низькі температури повітря біля поверхні землі спостерігаються на полюсах планети. При цьому можуть матися на увазі або абсолютні мінімуми температури, або мінімуми середніх річних величин.
- 13 вересня 1922 р. в містечку Ель-Азізія, Лівія, була зареєстрована температура +58,2 ˚С. На сьогоднішній день даний результат вважається помилковим і тому Всесвітня метеорологічна організація вважає рекордом +56,7 ˚С, зафіксовані 10 липня 1913 року на ранчо Грінленд в долині Смерті (штат Каліфорнія, США)[4][5].

- 21 липня 1983 р. на станції Схід, Антарктика, на висоті 3420 м над рівнем моря була зареєстрована рекордно низька температура: -89,2 ˚С. Середньорічна температура на станції Схід -60,2 ˚С.
- 9 грудня 2013 року на конференції Американського геофізичного союзу група американських дослідників повідомила про те, що 10 серпня 2010 року температура повітря в одній з точок Антарктиди опускалася до -135,8 °F (-93,2 °С). Дана інформація була виявлена в результаті аналізу супутникових даних НАСА[6]. На думку виступав із зазначеним повідомленням Т. Скамбоса (англ. Ted Scambos), отримане значення не буде зареєстровано як рекордного, оскільки визначено в результаті супутникових вимірювань, а не з допомогою термометра[7].

- 27 липня 1963 року на висоті близько 85000 м в атмосфері над Швецією була зафіксована температура -143 °С.

Найвища Середньорічна температура була відзначена у 1960—1966 роках в Даллолі, Ефіопія і склала +34,4˚С в середньому за ці 7 років. Найнижча Середньорічна температура наголошується[що?] на станції Схід: -57,3 ˚С і в точці з координатами 78 пд. ш. і 96 сх. д.: -57,8˚С. найнижча температура снігу відзначалася в 1933 році в Оймяконі, коли температура поверхні снігу склала -69,6 градусів за шкалою Цельсія.

### Україна
Максимальна температура повітря +42,0°С була зафіксована 12 серпня 2010 року на метеостанції Луганськ[джерело?]
Абсолютний мінімум температури повітря -41,9°С був спостережений 8 січня 1935 року на метеостанції Луганськ[джерело?]